# Hemiscyllium
Hemiscyllium es un género de elasmobranquios Orectolobiformes de la familia Hemiscylliidae .

## Especies
Incluye un total de 9 especies descritas:
- Hemiscyllium freycineti (Quoy & Gaimard, 1824) - pintarroja colilarga moteada de Indonesia[3]
- Hemiscyllium galei Allen & Erdmann, 2008[4]
- Hemiscyllium hallstromi Whitley, 1967  - pintarroja colilarga papú[5]
- Hemiscyllium halmahera Allen et al., 2013
- Hemiscyllium henryi Allen & Erdmann, 2008[6]
- Hemiscyllium michaeli Allen & Dudgeon, 2010[7]
- Hemiscyllium ocellatum (Bonnaterre, 1788) - pintarroja colilarga ocelada[8]
- Hemiscyllium strahani Whitley, 1967 - pintarroja colilarga encapuchada[9]
- Hemiscyllium trispeculare Richardson, 1843 (pintarroja colilarga manchada[10]